# Mučedníci Afriky
Mučedníci Afriky byla skupina 13 křesťanů umučených za svou víru v Africe. Z těchto mučedníků známe jen deset:
- sv. Abundantius
- sv. Adrastus
- sv. Agapius
- sv. Charisius
- sv. Donatilla
- sv. Donatus
- sv. Fortunus
- sv. Leonus
- sv. Nicephorus
- sv. Polocronius

Jejich svátek se slaví 1. března.